# Ліпе (Свідвинський повіт)
Ліпе (пол. Lipie) — село в Польщі, у гміні Ромбіно Свідвинського повіту Західнопоморського воєводства.
Населення — 533 особи (2011).
У 1975-1998 роках село належало до Кошалінського воєводства.

## Демографія
Демографічна структура станом на 31 березня 2011 року:
|          | Загалом | Допрацездатний вік | Працездатний вік | Постпрацездатний вік |
| -------- | ------- | ------------------ | ---------------- | -------------------- |
| Чоловіки | 270     | 73                 | 176              | 21                   |
| Жінки    | 263     | 66                 | 158              | 39                   |
| Разом    | 533     | 139                | 334              | 60                   |